# Rimush
Rimush (ou  Rimuš) est le deuxième Roi de l'Empire d'Akkad. Il est le fils de Sargon d'Akkad. Ses dates de règne sont incertaines, notamment parce qu'on ne sait pas s'il succède à son frère Manishtusu ou bien le précède. Les deux règnent vers 2276-2254 av. J.-C. 
Il hérite du trône dans une situation politique insurrectionnelle qu'il réprime avec violence. Les premières années de son règne sont occupées à écraser ces révoltes qui ont éclaté à la mort de Sargon d'Akkad. Les inscriptions le concernant, rapportent la répression sur les villes du pays de Sumer, d'abord Ur, qu'il ravage et dont il capture le roi. Ce qui pourrait faire penser que la ville avait retrouvé son indépendance pendant suffisamment de temps pour avoir un nouveau roi.
Puis Umma où il tue plus de 8 000 hommes. Il combat aussi contre Lagash, Girsou (ou Girsu, Tello aujourd'hui) et Adab. Rimush poursuit ensuite sa campagne jusqu'à la mer Inférieure (le golfe Persique), au cours de laquelle il fait 5 700 prisonniers.
La troisième année de son règne, il conduit une campagne en Élam, d'où il rapporte un important butin. Mais l'Élam reforme une coalition pour reprendre le combat. Rimush les bat et tue, selon les inscriptions, 16 212 hommes et fait 4 216 prisonniers. Parmi les alliés des Élamites, on trouve les habitants de Mélukhkha, de Gupin et les rois Sidgau et Abalgamash de Warahshe.
Ce dernier territoire est aussi mentionné dans les textes de Goudéa à propos d'un bois très rare que l'on ne trouve que là et qui semble être sur la côte Nord du golfe Persique. Il semblerait donc que Rimush ait poussé son incursion jusque dans l'actuel Kermân. Il est assassiné par ses serviteurs. Il est possible que son frère Manishtusu, qui lui succéda, soit impliqué dans le complot.